# 89. vojaškopolicijska brigada (ZDA)
89. vojaškopolicijska brigada (izvirno angleško 89th Military Police Brigade) je bila vojaškopolicijska brigada Kopenske vojske Združenih držav Amerike.

## Odlikovanja
- Meritorious Unit Commendation
- Križec viteštva s palmo